# Ryūe Nishizawa
Ryūe Nishizawa (Tokio, 1966) es un arquitecto japonés.
Se graduó en Arquitectura por la Universidad Nacional de Yokohama y obtuvo un título de máster en 1990. Al finalizar sus estudios, colaboró en el estudio de "Kazuyo Sejima & Associates", convirtiéndose en 1995 en uno de los fundadores de una nueva agencia ("SANAA", "Sejima and Nishizawa associated architectes") junto con la que había sido su jefa hasta el momento, Kazuyo Sejima.
Sin embargo, no satisfecho con las realizaciones llevadas a cabo por "SANAA", Ryue decide complementar su trabajo abriendo su propio estudio de arquitectura en 1997, la "Office of Ryūe Nishizawa".
En el año 2000 fue fichado como profesor visitante en la Escuela de Diseño de Harvard, EE.UU, por un año de duración, pues en 2001 entró a formar parte como profesor adjunto en la Universidad Nacional de Yokohama, en el área de arquitectura y diseño.

## Proyectos
- Casa de Fin de Semana, Usui-gun, 1997-1998, (Japón)
- Casa en Kamakura, Kamakura, 1999-2001, (Japón)
- Proyecto Apartamentos Ichikawa, 2001, (Chiba, Japón)
- Proyecto Apartamentos Eda, 2002, (Yokohama, Japón)
- Proyecto Casa Moriyama, 2002, (Tokio, Japón)
- Proyecto Pabellón de Vídeo, 2002, (Naoshima, Japón)
- Proyecto Museo Tomihiro, 2002, (Gunma, Japón)
- Apartamentos en Funabashi, 2002-2004, (Funabashi, Japón)
- Proyecto Casa en China, 2003, (Tianjin, China)

## Premios
- 2010 - Premio Pritzker de Arquitectura.[1]

## Exposiciones
- Some Ideas on Living in London and Tokyo by Stephen Taylor and Ryue Nishizawa, Centro canadiense de Arquitectura, Montreal (2008)
- Kazuyo Sejima + Ryue Nishizawa / SANAA, Henry Art Gallery, Seattle (2008)
- Kazuyo Sejima + Ryue Nishizawa SANAA, Towada Art Center, Towada Aomori (2014)
- Conceptions of Space: Recent Acquisitions in Contemporary Architecture, MoMA, Nueva York (2014)
- Japan Architects 1945-2010 Archivado el 2 de junio de 2023 en Wayback Machine., 21st Century Museum of Contemporary Art, Kanazawa (2014-2015)
- A Japanese Constellation: Toyo Ito, SANAA, and Beyond, MoMA, Nueva York (2016)